# Steve Di Stanislao
Steve DiStanislao, pseudonim Steve D. (ur. 1963) – amerykański perkusista sesyjny, najbardziej znany z występów, podczas trasy koncertowej Davida Gilmoura promującej album On an Island i w zespole Davida Crosby'ego – CPR. Ponadto współpracował z Kennym Logginsem, Joe Cockerem, Philem Manzanerą, Carlem Verheyenem oraz Joe Walshem.